# Eparca di Costantinopoli
Con il trasferimento della capitale imperiale da parte dell'imperatore Costantino I sul sito della città di Bisanzio, che venne ampliata e ridenominata Costantinopoli, venne creato ex novo un ufficio retto da un proconsole con l'incarico di sovrintendere alla metropoli. Nel corso del regno di Costanzo II (r. 337–361) si ebbe l'espansione del senato bizantino che venne inoltre giuridicamente equiparato a quello di Roma. A tali misure seguì nel 359 la creazione dell'ufficio di prefetto urbano (in latino praefectus urbi), o eparca, termine mutuato dall'espressione greca (ὁ ἔπαρχος τῆς πόλεως, ho eparchos tēs poleōs). Il prefetto era uno dei principali rappresentanti dell'autorità imperiale: analogamente al suo omologo romano, egli era normalmente scelto tra i più alti ranghi dell'aristocrazia senatoria, i cosiddetti illustres. Nella gerarchia delle cariche egli era subordinato solamente al prefetto del pretorio. Tale carica era una delle poche ad essere preclusa agli eunuchi. Il prefetto era formalmente anche posto a capo del Senato, presiedendone le sessioni. La nomina del prefetto era soggetta alla ratifica formale da parte del Senato e a differenza delle altre posizioni apicali dello Stato, quali il prefetto del pretorio e i vicari diocesani, connotati in senso militare, tale ufficio era invece puramente civile, elemento enfatizzato dalla toga indossata come abito cerimoniale.
Il prefetto era responsabile unicamente dell'amministrazione della città di Costantinopoli e delle aree ad essa immediatamente adiacenti. Le sue mansioni erano molto ampie, comprendendo il mantenimento dell'ordine pubblico, la supervisione e la regolamentazione delle gilde, delle corporazioni e delle istituzioni pubbliche. La polizia cittadina, nota come ταξιῶται (taxiōtai), venne parimenti posta sotto il controllo del prefetto. La prigione cittadina era posta nei sotterranei della sua residenza ufficiale, il praetorium, situato nei pressi del Foro di Costantino. Analogamente al praefectus urbi romano, subordinato all'eparca era il prefetto delle guardie notturne, noto come νυκτέπαρχος (nykteparchos). A partire dagli anni 30 del VI secolo d.C., alcune tradizionali mansioni dell'eparca vennero attribuite a nuovi uffici creati da Giustiniano I. In particolare nel 535 il  praitōr dei demoi (πραίτωρ τῶν δήμων; praetor plebis in latino), che comandava una forza di 20 soldati e 30 vigili del fuoco, venne posto a capo del controllo dell'ordine pubblico. Nel 539 venne creato l'ufficio del quaesitor (κοιαισίτωρ), allo scopo di sovrintendere all'immigrazione incontrollata dalle province nella metropoli, all'organizzazione delle cerimonie pubbliche, alla persecuzione dei reati sessuali e delle eresie.
Nel periodo bizantino successivo alle riforme eracliane e fino al XII secolo, la figura dell'eparca era considerata la magistratura più importante della città, seconda solo all'imperatore. Il suo ruolo nella vita economica della capitale era inoltre primario. Il Libro dell'Eparca (Τὸ ἐπαρχικὸν βιβλίον, To eparchikon biblion), del X secolo d.C., definisce le norme giuridiche relative alle diverse gilde, ricadenti sotto la giurisdizione dell'eparca. Questi era inoltre responsabile della nomina dei professori dell'università di Costantinopoli e delle periodiche distribuzioni di grano alla cittadinanza. Secondo il Klētorologion, testo del tardo IX secolo d.C., l'eparca era affiancato nelle sue mansioni da due funzionari subordinati, il symponos e il logothetēs tou praitōriou. Oltre a queste figure troviamo i (γειτονιάρχαι, geitoniarchai, equivalenti degli antichi curatores regionum) e i giudici (kritai) dei distretti urbani (in latino regiones, in greco ρεγεῶναι, regeōnai); il parathalassitēs (παραθαλασσίτης), un ufficiale responsabile del buon funzionamento dei porti e della riscossione delle dogane; numerosi ispettori (epoptai); i capi delle gilde (exarchoi) e infine i boullōtai, con la mansione di controllo dei pesi e delle misure e delle merci.
L'ufficio di eparca continuò fino agli inizi del XIII secolo, mantenendo le sue funzioni e il suo prestigio relativamente immutate. È possibile che tale carica sia sopravvissuta anche durante l'impero latino costituito in seguito alla cattura di Costantinopoli nella quarta crociata del 1204, venendo denominata con il termine latino di castellanus della città. In seguito alla riconquista bizantina le mansioni dell'ufficio di eparca vennero assunte nel corso della dinastia dei Paleologi (1261–1453) da numerosi funzionari di livello inferiore, i kephalatikeuontes (sing. kephalatikeuōn, κεφαλατικεύων), ciascuno dei quali posto a sovrintendere un distretto urbano della metropoli, che aveva subito un forte calo demografico.